# Thorakale afløb
Det thorakale afløb er den nederste af de to huller i det thorakale hulrum. Den skal ikke forveklses med det thorakale indløb, som findes øverst i brystkassen (thorax).

## Struktur
Det thorakale afløb er, ligesom indløbet, afgrænset primært af knogle. Afløbet er dog lidt anderledes idet det også afgrænses af noget brusk. Ringen er fuldstændigt dækket af mellemgulvet, som hæfter sig på ringens grænser:
- Den 12. brystkassehvirvel
- Ribben 11 og 12
- Ribbensbrusken
- Processus xiphoideus på sternum